# Muntanyola
Muntanyola è un comune spagnolo di 568 abitanti situato nella comunità autonoma della Catalogna.